# Antonio Villegas Villalobos
Antonio Guillermo Villegas Villalobos, diplomático mexicano, ha sido cónsul general de México en Osaka, Japón, embajador de México en Perú y en Naciones Unidas.
Licenciado en Derecho por la Universidad Nacional Autónoma de México, sido funcionario de la Secretaria de Relaciones Exteriores, Embajador alterno ante Naciones Unidas, en Noruega, Islandia, El Salvador, Paraguay, Perú y Naciones Unidas.